# Euchalcia emichi
Euchalcia emichi är en fjärilsart som beskrevs av Alois Friedrich Rogenhofer 1873. Euchalcia emichi ingår i släktet Euchalcia och familjen nattflyn. Inga underarter finns listade i Catalogue of Life.